# Монумент африканского возрождения
«Возрожде́ние А́фрики» (фр. Le Monument de la Renaissance africaine) — монумент в городе Дакар, столице Сенегала. Открыт 4 апреля 2010 года, в пятидесятую годовщину подписания соглашения о предоставлении Сенегалу независимости от Франции. Высота — 52 метра.

## Скульптура
Монумент выполнен из бронзовых листов толщиной 3 см. В основе композиции мужчина, он держит на левом плече ребёнка, указывающего в направлении океана, правой рукой приобнимает молодую женщину.
Создание монумента запущено при непосредственном участии сенегальского президента Абдулая Вада, дизайнер — Пьер Гудиаби, строительство проводила северокорейская компания Mansudae Overseas Projects. На торжественном открытии монумента присутствовали лидеры нескольких африканских государств.

## Критика
Создание монумента подверглось жёсткой критике как в Сенегале, так и за его пределами. Оппозиция обвиняла президента в расточительности из-за стоимости монумента в $27 млн. Религиозные деятели выражали возмущение «неисламским» характером памятника.